# Báhoň
Báhoň este o comună slovacă, aflată în districtul Pezinok din regiunea Bratislava. Localitatea se află la altitudinea de 160 m deasupra n.m., se întinde pe o suprafață de 10,57 km2 și în 2017 număra 1.840 de locuitori.

## Istoric
Localitatea Báhoň este atestată documentar din 1244.

## Demografie
| An:                | 1994 | 2004   | 2014   | 2024   |
| ------------------ | ---- | ------ | ------ | ------ |
| Număr de persoane: | 1479 | 1615   | 1748   | 1812   |
| Diferență:         |      | +9,19% | +8,23% | +3,66% |

| An:                | 2023 | 2024   |
| ------------------ | ---- | ------ |
| Număr de persoane: | 1833 | 1812   |
| Diferență:         |      | −1,14% |